# Mandarin (fonctionnaire)
Pour les articles homonymes, voir Mandarin.

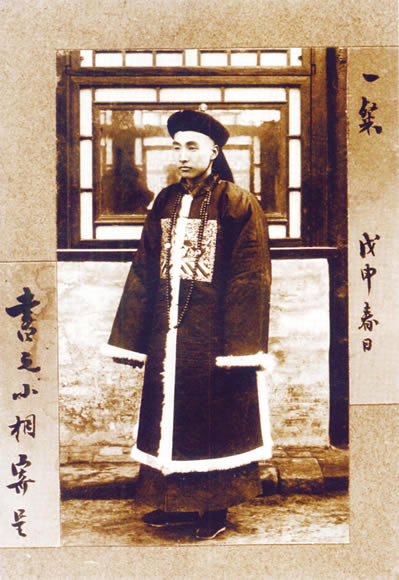
Un mandarin de la dynastie Qing.

Mandarin est le terme occidental utilisé pour désigner un haut fonctionnaire lettré et éduqué dans la tradition de Confucius, mis au service de l’empereur de Chine, à l’issue d’une sélection rigoureuse et très limitative des meilleurs candidats. Pendant 1 300 ans, entre les années 605 et 1905, la haute administration impériale, tant centrale que provinciale, est tenue par une caste recrutée sur la base de concours extrêmement difficiles ; les examens impériaux. Les mandarins et le modèle qu’ils ont fait naître, le mandarinat, apparaissent comme le parangon de tous les systèmes de bureaucraties d'État, à la tête desquels sont des hauts fonctionnaires de carrière, recrutés au mérite intellectuel et littéraire, formés techniquement à l’administration et constitués en élites étatiques reproduites et fermées.
Il a également existé des mandarins dans certains états sinisés voisins, notamment au Viêt Nam.

## Le mandarin: une étymologie incertaine
L’origine du mot mandarin (« fonctionnaire ») est incertaine ; il viendrait du portugais mandarim (« ministre » ou « conseiller »), emprunté au malais mantri (du sanskrit mandari « commandant »). Le terme est aussi utilisé par les Occidentaux pour traduire 官, guān, cette langue parlée dans le nord de la Chine, utilisée à partir des dynasties Ming et Qing.

## Le recrutement des élites en Chine: le modèle confucéen de l'intellectuel lettré
L’existence de fonctionnaires en Chine est attestée dès l’époque de la dynastie Zhou. Sous les Qin (221-207 av. J.-C.), des formes de recrutement sur la base du mérite personnel apparaissent déjà. Par la suite, durant l’ère des Han (202 av. J.-C. - 220 apr. J.-C.) est mis en place le système dit du xiaolian qui définit les critères de mérites nécessaires aux fins de nominations et affectations aux postes publics, en particulier aux emplois militaires. Après la chute de la dynastie Han, la part du mérite régresse dans le recrutement de la bureaucratie chinoise, en évoluant vers le Système des neuf rangs (chinois : 九品官人法). Ce modèle de nomination aux postes civils fut en vogue durant la période des Trois Royaumes de Chine et des Dynasties du Nord et du Sud mais, corruptible et renforçant les clans locaux et la noblesse guerrière, il fut abandonné au profit du plus efficace système des examens impériaux, en 605, sous la courte dynastie Sui (581-618).

## Le système des neuf rangs
La sélection des candidats (pré-Sui) se fait par les autorités locales. Les candidats sont classés en neuf rangs de capacité, selon le niveau géographique de pouvoir, mais le processus tend à favoriser les familles riches et puissantes, sans réels égards à la valeur des candidats. Le « carré de mandarin » brodé sur leur manteau permettait de les distinguer, au niveau du rang et de la fonction.
Les fonctionnaires proches de l'Empereur et à la tête des trois départements et six ministères appartiennent au Premier rang (chinois : 第一品 ; pinyin : díyìpǐn) ; ceux qui ne sont responsables que d'un comté judiciaire relèvent du Neuvième rang, lui-même subdivisé en 正, zhèng, « régulier », 從, cóng, « député », 上, shàng, « supérieur » et 下, xià, « inférieur ».

## Les examens impériaux
Les examens mandarinaux  (chinois simplifié : 科举 ; chinois traditionnel : 科舉 ; pinyin : kējǔ) ouvraient à la bureaucratie de l’État impérial. Institutionnalisé en 605, le principe méritocratique remonte en définitive à la dynastie Han (206 av. J.-C. à 220 apr. J.-C.). Sa mise en œuvre étendue et systématique est l’œuvre de la dynastie Tang (618–907) et des dynasties Song et Ming suivantes. Les examens impériaux furent abolis en 1905, peu avant la fin de la dynastie Qing.
La tradition confucéenne renaît sous la dynastie Han, à partir de 206 av. J.-C., parallèlement à la centralisation politique et administrative, conduite sous le règne de l’empereur Wu (140–87 av. J.-C.). L’édit de -136 établit des chaires impériales pour les docteurs enseignant les Cinq Classiques confucéens. L’édit de -124 crée l’académie impériale (ou université impériale ; la Grande École taixue à 3 km de la capitale) où sont formés les fonctionnaires impériaux, et les Écoles de commanderie (instituées au chef-lieu de chaque commanderie), où sont formés les agents de l'administration locale. L’accès aux fonctions administratives exige une réputation morale de sagesse et de compétence et une parfaite connaissance des textes classiques, fondements du système de recrutement par les concours mandarinaux.
Sous les Tang (618–907), face aux progrès du bouddhisme, le mandarin devient cet idéal de l’homme universel apparu sous les Han, à la fois lettré, poète, peintre et homme d’État. La mise en œuvre du système d’examens à trois niveaux géographiques (les examens préfectoraux, provinciaux et les prestigieux examens palatiaux) en 608 créé l’ossature des deux principes du mandarinat : recrutement au mérite intellectuel et hiérarchie des postes et des responsabilités.
La dynastie Song (960–1279) eut à cœur de s’attacher étroitement les fonctionnaires en faisant que ceux-ci doivent leur prestige social à la cour impériale et leurs salaires au gouvernement central, plutôt qu’à leur qualité de riches propriétaires terriens, les deux qualités n’étant cependant pas incompatibles car les mandarins acquièrent souvent des propriétés foncières. En effet, en Chine, le prestige du savoir contraste avec le mépris accordé aux métiers marchands.
Sous les Ming s’achève la compilation par Hu Guang (1370–1418) et d’autres membres de l’Académie Hanlin des textes néoconfucéens destinés à la préparation des examens mandarinaux : La Grande Somme sur la nature et le principe, la Grande Somme sur les Cinq Classiques et la Grande Somme sur les Quatre Livres qui devint le texte de base des compositions d’examen « en huit parties » (bagu wen) et qui consistait à développer en huit paragraphes une citation tirée d’un texte classique. Au début de la dynastie Ming, les examens duraient entre 24 et 72 heures, les candidats étant isolés dans des pièces séparées. Pour maintenir l’objectivité de la correction, les candidats sont identifiés par un chiffre plutôt que par leur nom et les copies d’examens sont recopiées avant d’être corrigées. Le formalisme sera encore plus poussé sous les Ming (1368–1644) et les Qing (1644–1911), par l’introduction de sévères contraintes tenant au style et au nombre de caractères permis dans les dissertations.
Un système similaire fut appliqué au Vietnam qui formait ses mandarins dans les différentes académies impériales et dans ses temples de la Littérature, dont le plus fameux est celui de Hanoï.

## Prolongements
Décrite dans des ouvrages en Europe dès la fin du XVIe siècle, la pratique chinoise du recrutement des fonctionnaires par concours est adoptée progressivement par les États occidentaux. Expérimenté en Prusse au XVIIIe siècle, puis en 1832 pour l'Indian Civil Service de l'Inde britannique, le système est instauré en Grande-Bretagne même, pour le Home Civil Service, et dans d'autres pays d'Europe,.
Quant à la Chine, le principe méritocratique, remis en cause sous Mao Zedong, a été réintroduit à partir de la fin des années 1970 et depuis 1993, le recrutement des fonctionnaires se fait à nouveau systématiquement sur concours. Les concepts d'élites et d'élitisme ont pleinement retrouvé droit de cité dans le discours politique.
Le terme mandarin est aujourd'hui utilisé, en France principalement, pour désigner les personnages importants et influents dans leur milieu. Le terme est courant dans le milieu universitaire et scientifique où il désigne, selon Jean Labarre, un chercheur reconnu pour ses travaux scientifiques, qui devient incontournable et influence la gestion des financements des projets de recherche ou le recrutement d'assistants. Régulièrement invité dans des congrès, des jurys et des commissions, le scientifique mandarin se retrouve ainsi rapidement, grâce à sa position et à son réseau, en mesure d'influencer les axes de recherche de sa discipline.